# 霍雷肖 (密西西比州)
霍雷肖（英語：Horatio）是位於美國密西西比州帕諾拉縣的非建制地區。

## 歷史
霍雷肖的郵局於1902年設立，其後於1923年停運。

## 地理
霍雷肖所處的海拔為高於海平面107米（即351英呎），而該地所採用的時區為UTC-6，即北美中部時區（CST）。同時該地設有夏令時間，為UTC-6調快一小時，即UTC-5（CDT）。